# Open Quimper Bretagne Occidentale 2013
L'Open Quimper Bretagne Occidentale 2013, noto anche come Open BNP Paribas Banque de Bretagne, è stato un torneo di tennis facente parte della categoria ATP Challenger Tour nell'ambito dell'ATP Challenger Tour 2013. È stata la 3ª edizione del torneo che si è giocata a Quimper in Francia dall'11 al febbraio 2013 su campi in cemento e aveva un montepremi di €42,500+H.

## Partecipanti singolare

### Teste di serie
| Nazionalità | Giocatore              | Ranking* | Testa di serie |
| ----------- | ---------------------- | -------- | -------------- |
| Spagna      | Roberto Bautista Agut  | 53       | 1              |
| Lussemburgo | Gilles Müller          | 71       | 2              |
| Belgio      | Steve Darcis           | 94       | 3              |
| Francia     | Édouard Roger-Vasselin | 98       | 4              |
| Israele     | Dudi Sela              | 107      | 5              |
| Francia     | Kenny de Schepper      | 110      | 6              |
| Germania    | Jan-Lennard Struff     | 133      | 7              |
| Francia     | Marc Gicquel           | 134      | 8              |

- Ranking al 4 febbraio 2013.

### Altri partecipanti
Giocatori che hanno ricevuto una wild card:
- Mathias Bourgue
- Romain Jouan
- Édouard Roger-Vasselin
- Maxime Teixeira

Giocatori che sono passati dalle qualificazioni:
- Adrien Bossel
- Riccardo Ghedin
- Henri Laaksonen
- Clément Reix

Giocatori che hanno ricevuto un entry come special exempt:
- Viktor Galović
- Michał Przysiężny

## Partecipanti doppio

### Teste di serie
| Nazionalità | Giocatore          | Nazionalità | Giocatore          | Ranking* | Testa di serie |
| ----------- | ------------------ | ----------- | ------------------ | -------- | -------------- |
| Regno Unito | Jamie Delgado      | Regno Unito | Ken Skupski        | 114      | 1              |
| Svezia      | Johan Brunström    | Sudafrica   | Raven Klaasen      | 130      | 2              |
| Thailandia  | Sanchai Ratiwatana | Thailandia  | Sonchat Ratiwatana | 162      | 3              |
| Polonia     | Tomasz Bednarek    | Polonia     | Mateusz Kowalczyk  | 189      | 4              |

- Ranking al 4 febbraio 2013.

### Altri partecipanti
Coppie che hanno ricevuto una wild card:
- Maxime Authom /  Charles-Antoine Brézac
- Emilien Firmin /  Gilles Müller
- Romain Jouan /  Clément Reix

## Vincitori

### Singolare
Marius Copil ha battuto in finale  Marc Gicquel con il punteggio di 7–6(9), 6–4.

### Doppio
Johan Brunström /  Raven Klaasen hanno battuto in finale  Jamie Delgado /  Ken Skupski con il punteggio di 3–6, 6–2, [10–3].